# Șepiivka, Kalînivka
Șepiivka (în ucraineană Шепіївка) este un sat în comuna Pîkiv din raionul Kalînivka, regiunea Vinnița, Ucraina.

## Demografie
Componența lingvistică a localității Șepiivka
     Ucraineană (98,54%)
     Alte limbi (1,46%)
Conform recensământului din 2001, majoritatea populației localității Șepiivka era vorbitoare de ucraineană (98,54%), existând în minoritate și vorbitori de alte limbi.